# حاجي أباد أختاتشي (أختاتشي محالي)
حاجي أباد أختاتشي (بالفارسية: حاجی‌آباداختاچی) هي قرية تقع في إيران في أذربيجان الغربية. يقدر عدد سكانها بـ 952 نسمة بحسب إحصاء 2016.